# Ein himmlischer Schwindel
Ein himmlischer Schwindel aus dem Jahr 1969 ist der 31. und auch letzte Spielfilm, den Elvis Presley drehte. Der erste Spielfilm war Pulverdampf und heiße Lieder aus dem Jahr 1956.
Die Dreharbeiten zu Ein himmlischer Schwindel begannen im Januar und endeten am 2. Februar (1969). Einer der Songs im Film ist Rubberneckin’, der im Jahre 2003 von Paul Oakenfold remixed wurde und auch hohe Chartpositionen erreichte.

## Inhalt
Die Nonnen Michelle, Irene und Barbara werden von den Menschen nicht richtig akzeptiert. Nun wollen sie ein Experiment machen, in dem sie ohne Nonnentrachten nach New York fahren und testen, ob man sie dort als Frauen respektiert.
Die Nonnen sollen für den Slum-Arzt Dr. John Carpenter für zwei Monate als Krankenschwestern arbeiten. Der Doktor meint, sie würden nicht lange durchhalten, doch er irrt sich. Schon bald verliebt er sich in die Nonne Michelle.

## Kritiken
„Presley singt kaum und zeigt statt dessen beachtliche Leinwandpräsenz: der "King" zum ersten- und letzten Mal als "richtiger" Schauspieler.“

## Weitere Infos
Songs: Change Of Habit, Have A Happy, Rubberneckin’, Let Us Pray